# بيراميدن
بيراميدن هي بلدة روسية مهجورة تقع في جزر سفالبارد التابع للنرويج.تم تأسيس البلدة من قبل السويد في 1910 وتم بيعها للأتحاد السوفيتي في 1927.البلدة التي كانت أبرز نشاط اقتصادي لها هو استخراج الفحم تم إغلاقها في 1998.